# Heldrungen
Heldrungen é um antigo município da Alemanha localizado no distrito de Kyffhäuserkreis, estado da Turíngia. Heldrungen é a sede do Verwaltungsgemeinschaft de An der Schmücke. Desde 1 de janeiro de 2019, forma parte do município de An der Schmücke.

## Demografia
Evolução da população (em 31 de dezembro):
| - 1994 - 2.625 - 1995 - 2.606 - 1996 - 2.605 - 1997 - 2.574 | - 1998 - 2.519 - 1999 - 2.523 - 2000 - 2.449 - 2001 - 2.425 | - 2002 - 2.379 - 2003 - 2.338 - 2004 - 2.306 - 2005 - 2.333 |

Fonte: Datenquelle - Thüringer Landesamt für Statistik